# Place Jeanne-d'Arc (Noisy-le-Sec)
Pour les articles homonymes, voir Place Jeanne-d'Arc.
La place Jeanne-d'Arc à Noisy-le-Sec est un carrefour important de cette ville.

## Situation et accès

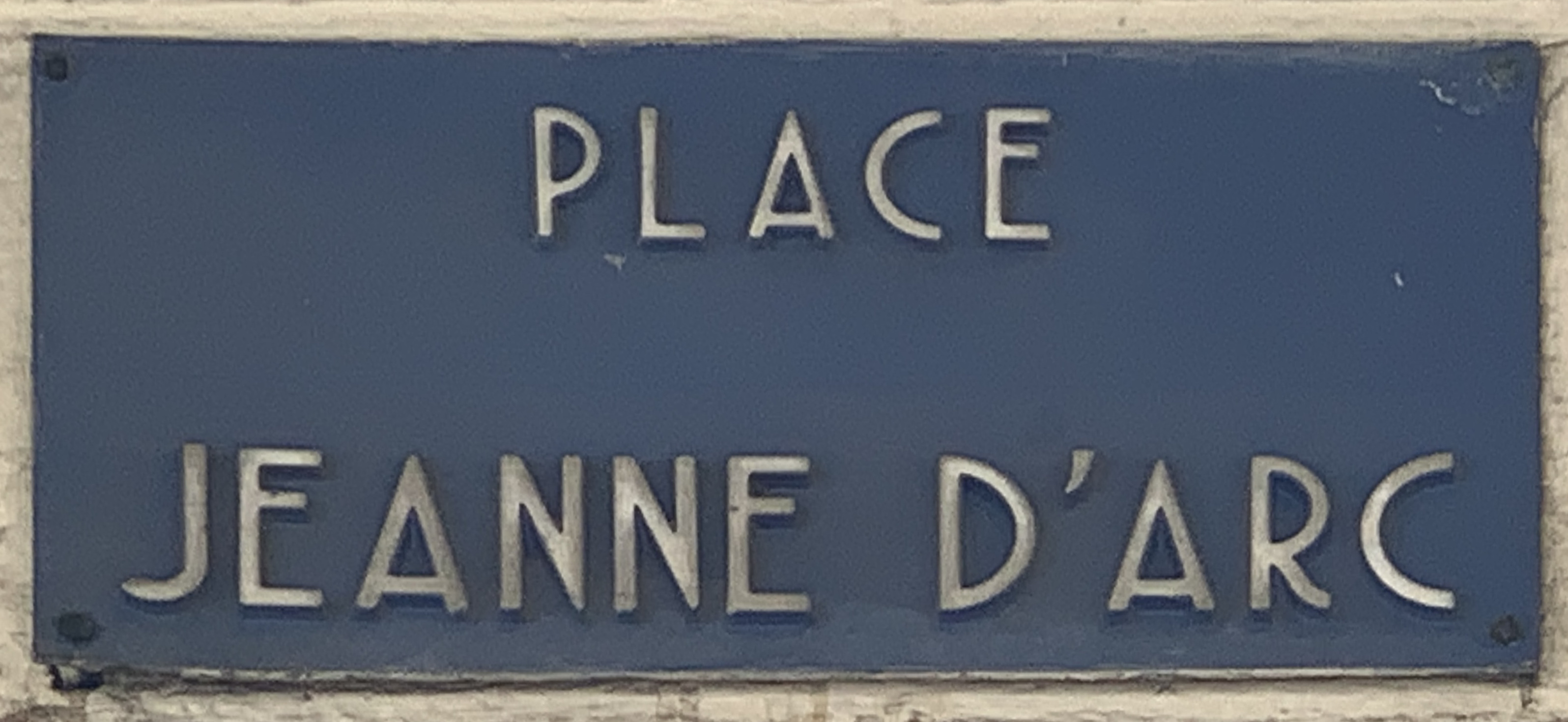
Plaque Place Jeanne Arc, en 2021.

Cette place se trouve à l'intersection de la route départementale 116: Rue de Brément et rue Paul-Vaillant-Couturier (Ouverte en 1849, anciennement rue de Pantin), et de la route départementale 117: rue Anatole-France et rue Jean-Jaurès.

## Origine du nom
Cette place rend hommage à Jeanne d'Arc, héroïne de l'histoire de France, chef de guerre et sainte de l'Église catholique.

## Historique

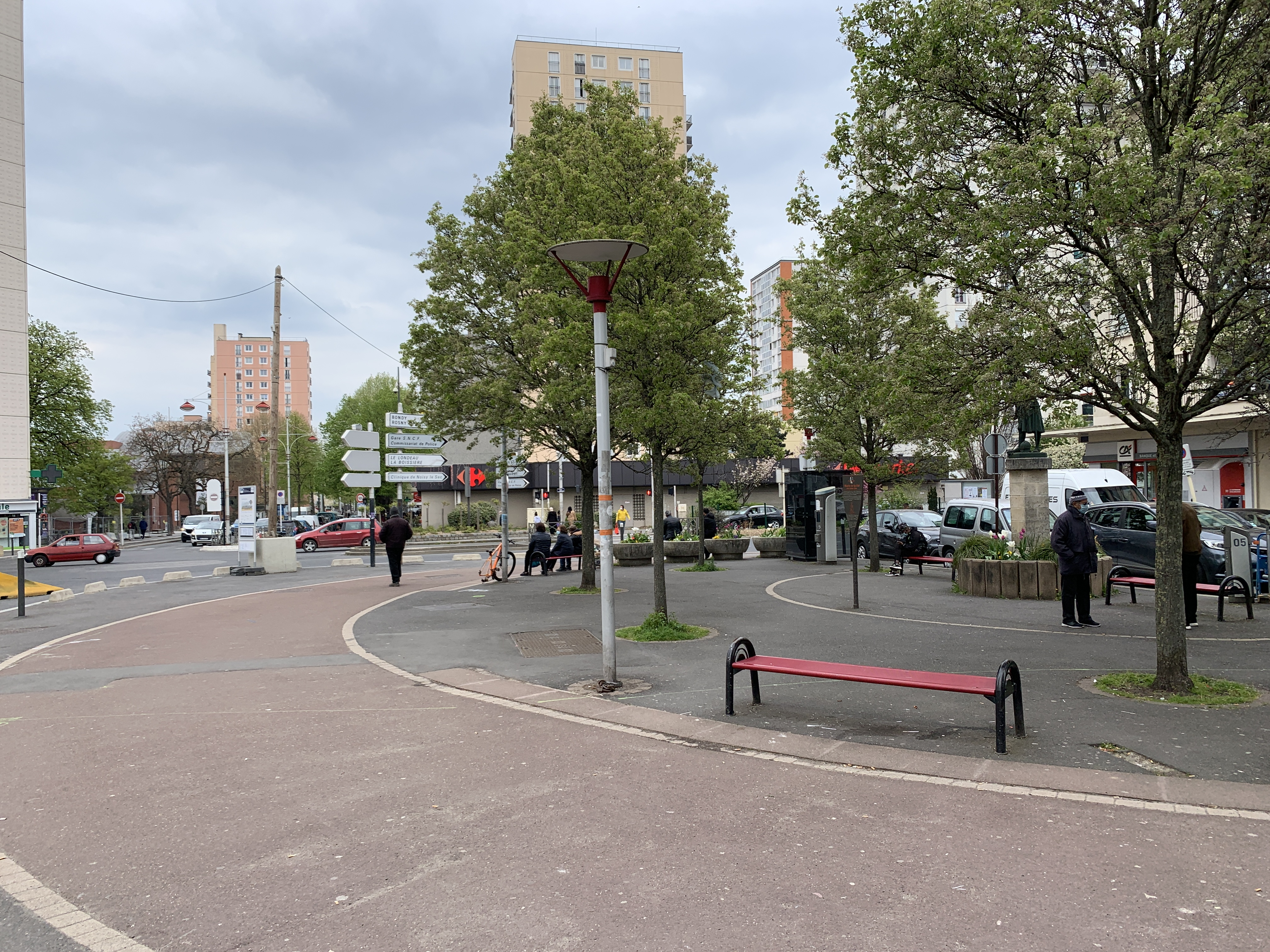
La place en avril 2021.

L'ancien nom de cet endroit est place du Carrouge, toponyme frequent qui vient du Latin quadrivium, dont la signification est carrefour.
Elle prit par la suite le nom de place du Carquant, puis, à la Révolution, fut appelée place publique.
Cette place aujourd'hui est ornée d'une statue de Jeanne d'Arc, réalisée par le sculpteur Adolphe Roberton. Elle remplaçait une précédente statue, œuvre de Marie d’Orléans, deuxième fille du duc d'Orléans en exil, statue mise en place lors de la construction de la fontaine en 1846.

## Bâtiments remarquables et lieux de mémoire
- Mairie de Noisy-le-Sec.

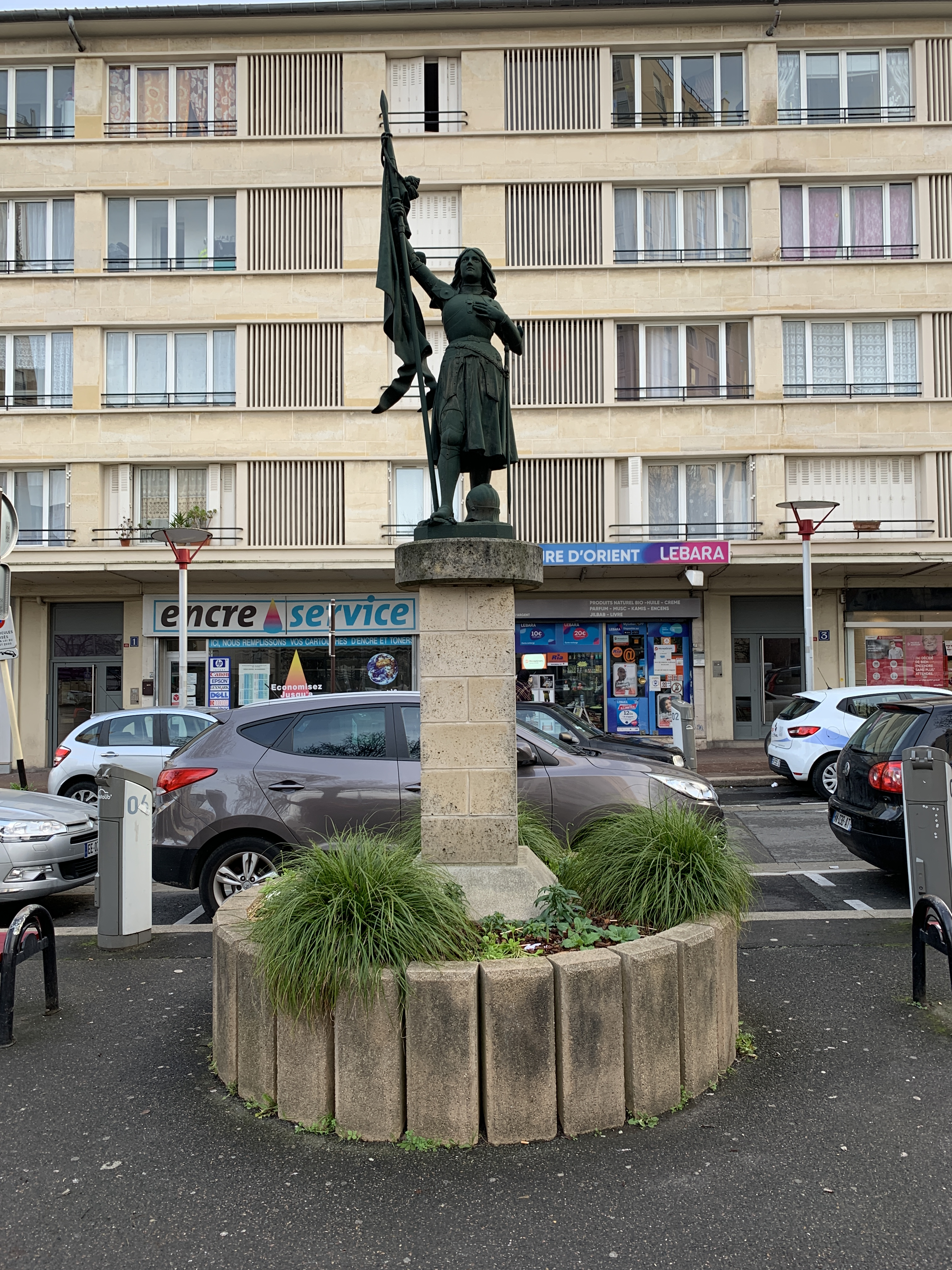
Statue de Jeanne d'Arc.

- Église Saint-Étienne de Noisy-le-Sec, reconstruite à la fin du XVIe siècle, puis en 1823.